# Јела (Беневенто)
Јела је насеље у Италији у округу Беневенто, региону Кампанија.
Према процени из 2011. у насељу је живело 68 становника. Насеље се налази на надморској висини од 556 м.